# 陳子豐
陳子豐（Colin Chan，1981年1月13日—），是香港ViuTV經理人合約藝人，曾經做過now TV主持人。陳幼時在居屋長大，為藝人余文樂之表兄。

## 電視節目

### now TV
- 《撳錢》
- 《一個地球》
- 《男極觀星團》
- 《福兔臨門》
- 《now周記》
- 《是日本人遊關西》

### 電視節目（ViuTV）
- 2016年：《SE7EN》[3]
- 2016年：《歐遊全細界》[4][5]
- 2016年：《學嘢》
- 2016年：《的士Go》
- 2016年：《Come On Baby》
- 2016年：《唔係本地菜》
- 2017年：《SE7EN 2》
- 2017年：《譚校長·談欣賞》（第1集演出）
- 2018年：《非常食客》
- 2018年：《Good Night Show 全民星戰》（參賽者）
- 2018年：《Good Night Show 廣告女皇》（製片）
- 2018年：《的士Go 2》
- 2019年：《中醫「症」解》
- 2020年：《鼠年行運要點相》（第2集嘉賓）
- 2020年：《豆釘去旅行 2》
- 2020年：《撈出個世界》
- 2020年：《今晚趁熱食》
- 2020年：《點相 III 先機算》（現場觀眾）
- 2021年：《ViuTV 5周年：繼續向前》（司儀）
- 2021-22年：《今餐有料到》
- 2021年：《女神練習生》
- 2021年：《ViuTV 2022》（演出）
- 2022年：《玩埋我嗰份》
- 2022年：《媽咪Kingdom》
- 2023年：《究竟做緊乜》
- 2023年：《返學啦老豆》
- 2023年：《幫手預埋我》
- 2023年：《生仔唔該考個牌》

### 電視劇（ViuTV）
- 2016年：《三一如三》第44集 飾 阿良
- 2017年：《詭探》飾 Joe
- 2018年：《Plan B》飾 阿棟
- 2018年：《身後事務所》飾 Vincent（第18-19集）
- 2018年：《已讀不回》飾 黎國權
- 2018年：《假若愛有期限》 飾 阿偉
- 2019年：《理想國—1.2米的距離》 飾 Howard
- 2019年：《理想國—沒有悲傷的世界》 飾 麥先生
- 2019年：《假設性無罪》 飾 關樂文（Norman）
- 2019年：《黑市—鬼子母神》 飾 Roy
- 2020年：《歎息橋》 飾 楊澤希
- 2020年：《暖男爸爸》 飾 Jesse
- 2020年：《男排女將》 飾 Marco
- 2021年：《太平紋身店》 飾 池木森（阿池）（第8-9集）
- 2021年：《無限斜棟有限公司》 飾 陳友誠
- 2021年：《ViuTV 5周年：繼續向前》
- 2021年：《大叔的愛》 飾 周政文（Darren）
- 2021年：《上流Trade星族》 飾 龔其俊（龔仔/老龔）
- 2022年：《季前賽》 飾 阿強
- 2022年：《百萬同居計劃》 飾 咖喱哥
- 2023年：《大誠實家》 飾 霍文迪
- 2023年：《殺手廢J》 飾 Raymond Wong
- 2023年：《和解在後》飾 歐陽志華
- 2023年：《極度俏郎君》 飾 交叉（中年）
- 2024年：《無人之境》 飾 歐陽生
- 2024年：《出租大叔》 飾 陳國豪(Ben)
- 2025年：《三命》 飾 章文傑

### 香港電台
- 《格外樓神》：見招拆招 飾 凌學禮（2021）

## 外部連結
- 陳子豐的Instagram帳戶